# 维勒枫丹
维勒方丹（法語：Villefontaine，法語發音：[vilfɔ̃tɛn]）是法国伊泽尔省的一个市镇，位于该省西北部，属于拉图尔迪潘区，是这一地区的重要工商业城市之一。

## 地名
“方丹”（fontaine）意为“泉”。法语地名通名在“枫丹白露”（Fontainebleau）等少数拥有传统译名的地名中译作“枫丹”，不过在《世界地名翻译大辞典》、《世界地名译名词典》和《法国地图册》等主流地名译名类书籍资料中多译作“方丹”。

## 地理
维勒方丹（45°36'48"N, 5°8'55"E）面积11.63 平方千米，位于法国奥弗涅-罗讷-阿尔卑斯大区伊泽尔省，该省份为法国东南部内陆省份，北起顺时针与安省、萨瓦省、上阿尔卑斯省、德龙省、阿尔代什省、卢瓦尔省和罗讷省。
与维勒方丹接壤的市镇（或旧市镇、城区）包括：博讷法米耶、富尔、弗龙托纳、罗什、圣康坦-法拉维耶、沃-米略、拉韦皮耶尔。
维勒方丹的时区为UTC+01:00、UTC+02:00（夏令时）。

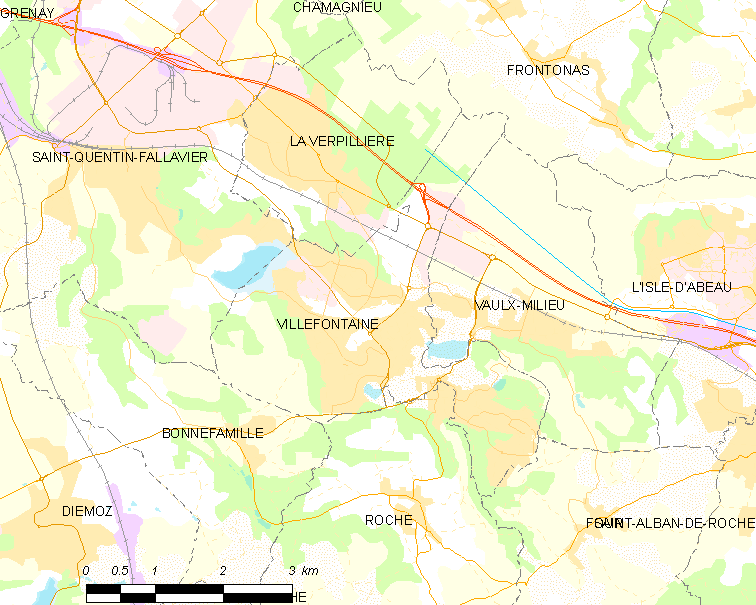
维勒方丹的OSM定位图

## 行政
维勒方丹的邮政编码为38090，INSEE市镇编码为38553。

## 政治
维勒方丹所属的省级选区为利勒达博县。

## 人口

1962-2008年间维勒方丹人口变化图示

维勒方丹于2022年1月1日时的人口数量为19018人。